# 宇崎竜童 & RUコネクション with 井上堯之
宇崎竜童 & RUコネクション with 井上堯之（うざきりゅうどうアンドアールユーコネクションウイズいのうえたかゆき）は、ダウン・タウン・ブギウギ・バンド、竜童組に続く、宇崎竜童の第3のロックバンド。以下、RUC。
元ザ・スパイダースの井上堯之のギターをフィーチャリングさせ、大人のためのロックを追求するため結成。
そうる透、琢磨仁、関谷聡と凄腕の演奏者が集い、マスコミからは「凄すぎるメンバーが集結したバンド」と評された。

## 概要
1970年代、テレビ番組の収録で宇崎が井上堯之バンドの演奏で沢田研二の楽曲を歌うという企画があり、それが、今回のRUC結成への布石となった。1992年、日本アカデミー賞歴代受賞者が招待されたパーティで宇崎・井上は隣同士の席となり、すぐに意気投合した2人は「どちらかが死ぬまで続けよう」とバンドを組むことを決意する。
当初はユニット名「Walks with Thunder」で、井上大輔も加わったが、事務所の権利関係の問題で、TBS『News23』のエンディングテーマ「soul searching」を1曲録音するのみとなった（現在に至るまで未CD化。RUC版のみ1stアルバム『Newland』収録）。この時、大野克夫も参加予定だったが、家庭の事情で不参加となった。
RUCではバンド活動に並行したソロ活動も奨励しており、井上は新メンバーによる井上堯之バンド、琢磨仁は夫人である琢磨啓子とのユニット「ハーフ・ムーン」の活動も並行して行っていた。そうる透は他歌手のプロデュース及びコンサートツアーに参加するため、屡々RUCのライブを欠席した。その後、ドラマ/映画の楽曲制作、全国ツアー、東京23区ライブといった活動を続けていたが、1998年の10月16日の赤坂BLITZでのライブを最後に休止に入った。数年後、そうる透の記念ライブで、一日限りの"そうる透 & RUコネクション with 宇崎竜童"として再結成された。

## メンバー
- 宇崎竜童（うざき りゅうどう）：ボーカル・サイドギター。
- 井上堯之（いのうえ たかゆき）：リードギター・ボーカル。
- 琢磨仁（たくま じん）：ベース。
- そうる透（そうる とおる）：ドラムス。
- 関谷聡（せきや あきら）：キーボード・ピアニカ。
- 長谷川雅大（はせがわ まさひろ）：サイドギター。1996年の3rdアルバムにゲストギターとして参加。1997年に正メンバーとなった。

## 来歴
1992年
- 3月20日：日本アカデミー賞15周年記念式典にて宇崎竜童と井上堯之の2人が同テーブルの隣の席となり、この事がのちのRUC結成へのきっかけとなった。
- 12月15〜19日：RUCの初期メンバーに井上大輔を含めた6人でWalks with Thunderを結成。TBS「News23」エンディングテーマ「Soul Searching」をレコーディング。

1993年
- 3月30日：宇崎竜童&RUコネクションwith井上堯之を正式に結成。
- 5月28・29日：アーバン・リゾート・フェア神戸'93「初夏の夜の夢」にてデビュー。

1994年
- 5月11日：1stシングル「相聞歌」リリース。
- 6月6日：「平安建都1200年記念式典」に出演。平安悠久のイメージソング「相聞歌」を演奏。
- 6月22日：1stアルバム『Newland』リリース。
- 7月18日：ファンクラブ「Newland Cruise」発足。
- 8月22日～：音楽／宇崎竜童・井上堯之、演奏／RUコネクションのNHKドラマ新銀河「これでいいのだ」放送開始。

1995年
- 5月17日：2ndシングル「Like a dog」リリース。
- 10月4日：3rdシングル「平成ジェントルマン」リリース。
- 10月14～11月3日：秋のツアー「LIVE 9 to 5 '95」。
- 10月18日：2ndアルバム「ある目撃」リリース。

1996年
- 5月16日：4thシングル「GOD BLESS TOKYO」リリース。
- 5月27日～8月23日：「TOKYO23区LIVE」を行う。
- 9月18日～：NTVドラマさむらい探偵事件簿放送開始（音楽／宇崎竜童・井上堯之、主題歌／RUコネクション）。
- 11月13日：5thシングル「好きにしな」リリース。
- 12月11日：3rdアルバム「起承転々」リリース。

1997年
- 4月16日：長谷川雅大が正式にメンバーとして参加。'97 TOKYO23区LIVEリハーサル開始。
- 4月19日：映画「猫の息子」ロードショー開始（出演／宇崎竜童、主題歌／RUコネクション）。
- 4月23日～8月29日：2年目となる「TOKYO23区LIVE」を行う。
- 5月16日：6thシングル「This is My Life」リリース。
- 9月18日～11月29日：秋のツアー「'97 LIVE 起承転々」。
- 10月16日：ベスト・アルバム「Choice」リリース。

1998年
- 1月9日～19日：アメリカ・ナッシュビルにて4thアルバムをレコーディング。
- 4月16日：4thアルバム「SAY NO」リリース。
- 4月17日～：3年目となる「東京23区雷舞・全関東拡大TOUR GOD BLESS TOKYO」を開始。
- 10月16日：ツアー最終日、赤坂BLITZにてRUCとしての活動は休止となった。

## ディスコグラフィー

### シングル
- 相聞歌／EVERYDAY LONESOME BLUES（1994年5月11日）
- LIKE A DOG／風に吹かれて（1995年5月17日）
- 平成ジェントルマン／Last Love Song（1995年10月4日）
- GOD BLESS TOKYO／鳥の瞳で（1996年5月16日）
- 好きにしな／洒落にならない／身も心も（1996年11月13日）
- This is My Life'／Coming Soon（1997年5月16日）

### アルバム

#### オリジナル・アルバム
- 『newland』（1994年6月22日）
  - when i was just a kid／that rock'n roll song／rock'n roll heart／hushaby seagull／魂の1/2／黄昏の慕情／get ready rock／everyday,lonesome buues／相聞歌／soul searching

- 『ある目撃』（1995年10月18日）
  - アダムな夜／Cordless love／平成ジェントルマン／Workaholic World／REGGAE ON THE RIVER'95／風葬／ある目撃／ある風景／Nowhere,Nobody,No Reason To Cry／ベッドとピストル／Last Lave Song

- 『起承転々』（1996年12月11日）
  - Deep Inside of You／好きにしな／何故か昨日みた薔薇／Love Emotion／不良／洒落にならない／あなたがあなたなら／殺意よりも激しく／落日のセイリング／鳥の瞳で／God Bless Tokyo

- 『SAY NO』（1998年4月16日）
  - ええねん／あれからどうした／Finger／We are／Far Far Away／女以上に、美しい／無頼でもなんでもない／Say No／OUR HISTORY AGAIN／Drifting Soul／Thank you for the music

#### ベスト・アルバム
- 『choice』（1997年10月16日）
  - This is My LIfe／HUSHABY SEAGULL／Deep Inside of You／アダムな夜／相聞歌／God Bless Tokyo／ある風景／風葬／ROCK'N ROLL HEART／不良／Coming Soon／鳥の瞳で